# Acacia sejal
Acacia sejal é uma espécie de leguminosa do gênero Acacia, pertencente à família Fabaceae.